# 제25회 청룡영화상
제25회 청룡영화상은 2004년 11월 29일에 열린 시상식이다.

## 수상 및 후보

### 최우수 작품상
- 실미도 - 시네마서비스 수상
- 말죽거리 잔혹사 - 싸이더스
- 범죄의 재구성 - 싸이더스
- 인어 공주 - 나우필름
- 태극기 휘날리며 - 강제규 필름

### 감독상
- 실미도 - 강우석 수상
- 태극기 휘날리며 - 강제규
- 빈 집 - 김기덕
- 인어 공주 - 박흥식
- 말죽거리 잔혹사 - 유하

### 남우주연상
- 태극기 휘날리며 - 장동건 수상
- 범죄의 재구성 - 박신양
- 효자동 이발사 - 송강호
- 꽃피는 봄이 오면 - 최민식
- 주홍글씨 - 한석규

### 여우주연상
- 아는 여자 - 이나영 수상
- 얼굴 없는 미녀 - 김혜수
- 주홍글씨 - 이은주
- 인어 공주 - 전도연
- 그녀를 믿지 마세요 - 김하늘

### 남우조연상
- 실미도 - 정재영 수상
- 태극기 휘날리며 - 공형진
- 범죄의 재구성 - 백윤식
- 알 포인트 - 손병호
- 실미도 - 허준호

### 여우조연상
- 범죄의 재구성 - 염정아 수상
- 인어 공주 - 고두심
- 우리 형 - 김해숙
- 주홍글씨 - 엄지원
- 누구나 비밀은 있다 - 추상미

### 신인남우상
- 빈 집 - 재희 수상
- 늑대의 유혹 - 강동원
- 썸 - 고수
- 돌려차기 - 김동완
- 늑대의 유혹 - 조한선

### 신인여우상
- 가족 - 수애 수상
- 누구나 비밀은 있다 - 김효진
- 아라한 장풍대작전 - 윤소이
- 꽃피는 봄이 오면 - 장신영
- 말죽거리 잔혹사 - 한가인

### 신인감독상
- 범죄의 재구성 - 최동훈 수상
- 알 포인트 - 공수창
- 가족 - 이정철
- 효자동 이발사 - 임찬상
- 슈퍼스타 감사용 - 김종현

### 촬영상
- 태극기 휘날리며 - 홍경표 수상

### 음악상
- 꽃피는 봄이 오면 - 조성우 수상

### 미술상
- 말죽거리 잔혹사 - 김기철 수상

### 기술상
- 태극기 휘날리며 - 정도안 수상

### 각본상
- 범죄의 재구성 - 최동훈 수상
- 태극기 휘날리며 - 강제규
- 실미도 - 김희재
- 말죽거리 잔혹사 - 유하
- 아는 여자 - 장진

### 인기스타상
- 말죽거리 잔혹사 - 권상우 수상
- 늑대의 유혹 - 강동원 수상
- 내 남자의 로맨스 - 김정은 수상
- 어린 신부 - 문근영 수상

### 한국영화 최다관객상
- 태극기 휘날리며 - 강제규필름 수상